# أتليتيكو هويلا
نادي ديبورتيفو أتليتيكو هويلا لكرة القدم (بالإنجليزية: Club Deportivo Atlético Huila S.A.)‏ أو كما يُعرف اختصارًا باسم أتليتيكو هويلا (بالإنجليزية: Atlético Huila)‏، هو نادي كرة قدم كولومبي محترف يلعب في الدوري الممتاز ب، ويقع مقره في نيفا. تأسس أتليتيكو هويلا بتاريخ 29 نوفمبر 1990، مما يجعله أحد أصغر أندية كرة القدم المحترفة في كولومبيا. جاءت أفضل مواسم النادي في أواخر العقد الأول من القرن الحادي والعشرين، حصد علي المركز الثاني في الدوري في عام 2007، وحصل عليه مرة أخرى في عام 2009، ويحمل النادي منافسة قويَّة مع ديبورتيس توليما، وتُعرف مبارياتهم باسم ديربي توليما
يلعب النادي مبارياته على أرضه في ‏ ملعب غييرمو بلازاس ألسيد، الذي يتسع لـ 27000 شخص، يملك النادي فريق لكرة الصالات يسمي Ultrahuilca Coomotor.

## التاريخ
تأسس النادي في نوفمبر 1990، وقُبل في بطولة الدرجة الثانية في العام التالي. عُين ألبرتو روجانا كمدرب في عام 1992، اشترى النادي في نفس الموسم لاعب الوسط غييرمو بيريو من أمريكا دي كالي؛ عينه روجانا كابتن وجعله محور الفريق، تبع ذلك ترقية فورية، وتمكن النادي من الاستمرار في دوري الدرجة الأولى حتى نهاية موسم 1996-1997 عندما احتل المركز الأخير في جدول الهبوط، وأُعيد إلى الدرجة الثانية.
تولى رافائيل كوراليس إدارة النادي في 1996-1997، وقادهم إلى الترقية الفورية إلى الدرجة الأولى، تمكن النادي من تعزيز مكانته في الدوري، على الرغم من أن الهبوط كان خطرًا دائمًا أفلت هويلا من الهبوط بفارق هدف واحد فقط في عام 2002، واستطاع الفوز في مباراة فاصلة للهبوط ضد فالدوبار في عام 2006. هذا هو السبب في أن أداء النادي في عام 2007 كان غير متوقع على الإطلاق.
احتل النادي تحت إدارة نيستور أوتيرو المركز الثالث في Apertura وتأهل لمرحلة نصف النهائي. كما فوجئوا بالفوز بمجموعتهم الفاصلة (بفوزهم على نادي ميلوناريوس في اليوم الأخير من جولة روبن) للوصول إلى نهائيات Apertura ، وخسروا أمام أتلتيكو ناسيونال 2-1، جاءت نتيجة مماثلة غير متوقعة في النصف الثاني من موسم 2009 في بطولة Finalización، عندما احتل النادي المركز الثالث في المرحلة الأولى، وتصدر مجموعته في نصف النهائي. تعرضوا مرة أخرى للهزيمة في النهائيات هذه المرة من قبل إندبندينتي ميديلين بنتيجة 2-3 في المجموع، سمح الأداء القوي في موسم 2009 لأتلتيكو هويلا بالتأهل لبطولة كوبا سود أمريكانا للعام التالي للمرة الأولى في التاريخ، حيث تغلبوا على الفريق الفنزويلي تروجيلانوس في المرحلة الأولى، ولكنهم خرجوا من سان خوسيه بوليفيا في المرحلة الثانية.
احتل النادي المركز الأول في المرحلة الأولى من 2015 Torneo Apertura، ولكن خرجوا في دور ربع النهائي من قبل ديبورتيس توليما.
هبط أتلتيكو هويلا مرة أخرى بعد 22 عامًا في الدوري الممتاز إلى الدرجة الثانية في نهاية موسم 2019، ليحتل المركز الأخير في كل من جدول الهبوط وجدول مجموع العام، وأكد هبوطهم في اليوم الأخير من الموسم بهزيمة 1-0 أمام جاكواريس، الذين شارك أيضًا في صراع الهبوط.

## الإنجازات

### الرجال
- الدوري الكولومبي لكرة القدم:

الوصيف (2): 2007، 2009
- الدوري الكولومبي الدرجة الثانية:

الفائز (3): 1992 ، 1997 ، 2020
- البطولات الودية (1)

البطولة: Cuadrangular amistoso de Popayán (2007)

### الشباب
- بطولة الشباب تحت 20 عام

الفائز (1): 2015

### السيدات
- ليجا فيمينينا بروفيشنال :

الفائز (1): 2018
- كأس ليبرتادوريس فيمينينا :

الفائز (1): 2018

## الأداء في مسابقات اتحاد أمريكا الجنوبية
- كأس الكونميبول : ظهور واحد

1999: الدور الأول
- كوبا سود أمريكانا: ظهور واحد

2010: الدور الثاني

## اللاعبون

### التشكيلة الحالية
آخر تحديث للتشكيلة كان بتاريخ 13 ديسمبر 2020:
| الرقم | الجنسية  | المركز | الاسم             |
| ----- | -------- | ------ | ----------------- |
| 1     | كولومبيا | حارس   | وايلدر موسكيرا    |
| 2     | كولومبيا | مدافع  | جوني موستاسيلا    |
| 5     | كولومبيا | مدافع  | إلفيس غونزاليس    |
| 6     | كولومبيا | مدافع  | إديسون ريستريبو   |
| 7     | كولومبيا | وسط    | هارولد ريفيرا     |
| 8     | كولومبيا | وسط    | جان كارلوس بيسيرا |
| 9     | كولومبيا | مهاجم  | عمر دوارتي        |
| 10    | كولومبيا | وسط    | هاريسون أوتالفارو |
| 12    | كولومبيا | حارس   | جيوفاني بانغويرا  |
| 16    | كولومبيا | وسط    | هاريسون هيناو     |
| 18    | كولومبيا | وسط    | جوهان بوكانيغرا   |
| 22    | كولومبيا | وسط    | دييغو أرياس       |
| 23    | كولومبيا | مهاجم  | يوبر أسبريلا      |
| 25    | كولومبيا | وسط    | كيفن سالازار      |
| 28    | كولومبيا | مهاجم  | برايات مورينو     |

| الرقم | الجنسية  | المركز | الاسم                |
| ----- | -------- | ------ | -------------------- |
| 29    | كولومبيا | مهاجم  | إيثان غونزاليس       |
| 33    | كولومبيا | وسط    | أندريس دوسان         |
| –     | كولومبيا | حارس   | مارسيلو ميسا         |
| –     | كولومبيا | مدافع  | نيكولاس كارينو       |
| –     | كولومبيا | مدافع  | فابيو كاستيلو        |
| –     | كولومبيا | مدافع  | يوسيمارك توريس       |
| –     | كولومبيا | مدافع  | أليخاندرو فانيغاس    |
| –     | بنما     | وسط    | لويس تشوي            |
| –     | كولومبيا | وسط    | جون سيباستيان غارسيا |
| –     | كولومبيا | وسط    | خورخي لوزانو         |
| –     | كولومبيا | وسط    | كارلوس مورينو        |
| –     | كولومبيا | وسط    | برايان أوروزكو       |
| –     | كولومبيا | مهاجم  | جون كوردوبا          |
| –     | كولومبيا | مهاجم  | برايان دياز          |
| –     | كولومبيا | مهاجم  | ستيفين ساريا         |

### لاعبون معارون
| الجنسية  | المركز | الاسم           | النادي المعار إليه |
| -------- | ------ | --------------- | ------------------ |
| كولومبيا | حارس   | ألدايير كينتانا | أتلتيكو ناسيونال   |
| كولومبيا | وسط    | رونالدو تافيرا  | ديبورتيفو بيريرا   |

| الجنسية  | المركز | الاسم            | النادي المعار إليه |
| -------- | ------ | ---------------- | ------------------ |
| كولومبيا | مهاجم  | خورخي لويس راموس | ديبورتيس توليما    |
| كولومبيا | مهاجم  | كريستيان كانغا   | فاليدوبار          |

## لاعبين بارزين
| - غييرمو بيريو [الإنجليزية] (1992–96), (1998), (2003–04) - فريدي مونتيرو (2006–07) - رودريجو مارانجونى (2006–08) - فيكتور جوازا (2007), (2008–10) - لويس أوتشوا (2008–09) - جبريل توريس (2009) - إيفان فيلاسكيز (2009–10) | - نيكولاس اير (2009–11) - أميلكار هنريكيز (2009–12) - كارلوس كاربونيرو (2010) - دانييل بوكانيجرا أورتيز (2010–12) - رافائيل أرليكس كاستيلو (2010) - أندريس أندرادي (2011) | - جيمي برموديز (2011) - سباستيان هرنانديز (2011–12) - نيلسون باراهونا (2012) - أليخاندرو فيليز (2012) - هيرنان هيكالار (2014) - خوان فرناندو كايسيدو (2014) |

## المدربين
| - فيكتور كوينونيز (1991) - ألبرتو روجانا (1992–95) - نيلسون أبي (1996) - رافائيل كوراليس (1997–99) - نيلسون جاليجو (2000) - جايرو سيلفا ربما (interim) (2000) - خوان أوجينيو خيمينيز (2001–02) - برناردو ريدين (2002–03) - فيليكس فالفيردي كوينونيز (2004) - برناردو ريدين (2005) - نيستور أوتيرو [الإنجليزية] (2006–07) - خافيير ألفاريز أرتياغا [الإنجليزية] (2007–08) | - ميغيل أوقستو برنس (2009) - غييرمو بيريو [الإنجليزية] (2009–11) - نيستور أوتيرو [الإنجليزية] (2011–12) - ألفارو دي خيسوس غوميز [الإنجليزية] (2012–13) - خافيير ألفاريز أرتياغا (2013) - فيرجيليو بويرتو (2013–14) - فرناندو كاسترو (2014) - خوزيه سانتا (2015–16) - أوزوالدو دوران (2016) - فيرجيليو بويرتو (2016) - خورخي فيفالدو (2017) - نيستور كرافيوتو (2017–) |  |

## لاعبون أجانب
شارك في تاريخ أتلتيكو هويلا العديد من اللاعبين الأجانب، منهم:
| الأرجنتين                    | الأرجنتين             | الأرجنتين |
| #                            | الاعب                 | المركز    |
| ---------------------------- | --------------------- | --------- |
| 1                            | خوان توريس موزوني     | مدافع     |
| 2                            | نيكولاس اير           | مدافع     |
| 3                            | ماكسيميليانو فلوتا ‏   | لاعب وسط  |
| 4                            | رودريغو مارانجوني     | لاعب وسط  |
| 5                            | ليساندرو أرييل سيلفا  | لاعب وسط  |
| 6                            | خوان اورياز           | لاعب وسط  |
| 7                            | ماريانو فاسكيز        | لاعب وسط  |
| 8                            | إميليانو منديز        | لاعب وسط  |
| 9                            | أدريان أراندا         | مهاجم     |
| 10                           | هيرنان هيكالار ‏       | مهاجم     |
| 11                           | أوسكار إدواردو خواريز | مهاجم     |
| 12                           | مارسيلو برجيس         | مهاجم     |
| 13                           | سيرجيو أوسكار ألميرون | مهاجم     |
| 14                           | فرانكو بولو           | مهاجم     |
| كان آخر تحديث: 16 يونيو 2017 |                       |           |

| الأوروغواي                   | الأوروغواي          | الأوروغواي |
| #                            | الاعب               | المركز     |
| ---------------------------- | ------------------- | ---------- |
| 1                            | جوني دا سيلفا       | حارس مرمى  |
| 2                            | إيرنيستو هرنانديز   | حارس مرمى  |
| 3                            | هيكتور والتر بورغيز | حارس مرمى  |
| 4                            | ماتيو فيغولي ‏       | لاعب وسط   |
| 5                            | أنيبال هيرنانديز    | لاعب وسط   |
| 6                            | ماريو ليغيزامون     | لاعب وسط   |
| 7                            | خيسوس توسكانيني     | مهاجم      |
| كان آخر تحديث: 16 يونيو 2017 |                     |            |

| باراغواي                     | باراغواي           | باراغواي |
| #                            | الاعب              | المركز   |
| ---------------------------- | ------------------ | -------- |
| 1                            | فرنسيسكو غارسيا    | لاعب وسط |
| 2                            | بيدرو جوليان شافيز | لاعب وسط |
| 3                            | روكي كاباليرو      | مهاجم    |
| 4                            | كارلوس فيلاغرا     | مهاجم    |
| 5                            | ديجنو غونزاليس ‏    | مهاجم    |
| 6                            | فابيو إسكوبار      | مهاجم    |
| كان آخر تحديث: 16 يونيو 2017 |                    |          |

| الولايات المتحدة             | الولايات المتحدة       | الولايات المتحدة |
| #                            | الاعب                  | المركز           |
| ---------------------------- | ---------------------- | ---------------- |
| 1                            | خوان سيباستيان بوتيرو ‏ | لاعب وسط         |
| كان آخر تحديث: 16 يونيو 2017 |                        |                  |

## كأس كولومبيا
لم يشارك أتليتيكو هويلا في كأس كولومبيا من عام 1950 إلى عام 1989.

### كأس كولومبيا
| السنة   | الدور           | الموقع | لعب | فاز | تعادل | خسر | سجل | عليه | فارق الأهداف |
| ------- | --------------- | ------ | --- | --- | ----- | --- | --- | ---- | ------------ |
| 2008    | الدور الأول     | 26     | 10  | 2   | 5     | 3   | 13  | 13   | 0            |
| 2009    | المرحلة الثانية | 7      | 12  | 7   | 2     | 3   | 17  | 12   | 5            |
| 2010    | دور الـ 16      | 11     | 12  | 6   | 2     | 4   | 18  | 13   | 5            |
| 2011    | دور الـ 16      | 13     | 12  | 6   | 1     | 5   | 12  | 14   | -2           |
| 2012    | الدور الأول     | 23     | 10  | 3   | 4     | 3   | 14  | 15   | -1           |
| 2013    | الدور الأول     | 35     | 10  | 1   | 2     | 7   | 7   | 18   | -11          |
| 2014    | الدور الأول     | 20     | 10  | 4   | 1     | 5   | 14  | 14   | 0            |
| 2015    | الدور الأول     | 20     | 6   | 2   | 2     | 2   | 13  | 11   | 2            |
| 2016    | الدور الأول     | 28     | 6   | 1   | 2     | 3   | 5   | 7    | -2           |
| 2017    | دور الـ 16      | 14     | 8   | 4   | 1     | 3   | 8   | 8    | 0            |
| 2018    | الدور الأول     | 33     | 6   | 0   | 3     | 3   | 7   | 13   | -6           |
| 2019    | الدور الأول     | 17     | 6   | 3   | 2     | 1   | 7   | 6    | 1            |
| المجموع | 9/16            | 19     | 108 | 39  | 27    | 42  | 135 | 144  | -9           |

## بطولة كأس ليبرتادوريس للسيدات 2018

### التشكيلة
- 1 GK  ماريتزا لوبيز
- 2 MF  نانسي مدريد
- 3 DF  إليانا ستابيل
- 4 DF  الكسندرا كاناجواكان
- 5 DF  كارمن روداليجا
- 6 DF  ليفيس راموس
- 8 MF  ليانا سالازار
- 9 FW  يسورا فيزو
- 10 MF  يوريلي رينكون
- 11 FW  نيللي كوردوبا
- 12 FW  لوسيا مارتيلي
- 13 DF  جافي سانتوس (c)
- 14 MF  داريللي كوينتيرو
- 15 DF  دانييلا كراكاس
- 16 FW  جينيفر بينوزا
- 17 DF  جايلس أوليفيروس
- 18 GK  دانييلا سوليرا
- 19 MF  فابيانا فاليجوس
- 20 DF  ألدانا كوميتي

### المباريات
| 19 نوفمبر المجموعة أ | أتليتيكو هويلا                         | 3–0   | بنيارول | أرينا دا أمازونيا، ماناوس       |
| 20:30 UTC-4          | - كوميتي 5' - ستابيل 69' - فاليجوس 84' | تقرير |         | الحكم: ييرسينيا كوريا (فنزويلا) |

| 22 نوفمبر المجموعة أ | اوداكس      | 1–0   | أتليتيكو هويلا | أرينا دا أمازونيا، ماناوس        |
| 18:00 UTC-4          | - كاميلا 2' | تقرير |                | الحكم: زولما كوينونيز (باراغواي) |

| 25 نوفمبر المجموعة أ | الاتحاد الاسباني | 1–3   | أتليتيكو هويلا                         | ملعب روبرتو سيمونسن، ماناوس     |
| 20:30 UTC-4          | - رودريغيز 61'   | تقرير | - ستابيل 53' - رينكون 77' - فيزو 90+2' | الحكم: أدريانا فارفان (بوليفيا) |

| 29 نوفمبر نصف النهائي                | إيراندوبا    | 1–1 (1–3 ج)                   | أتليتيكو هويلا | أرينا دا أمازونيا، ماناوس         |
| 18:00 UTC-4                          | - مايارا 26' | تقرير                         | - مارتيلي 82'  | الحكم: إستيلا ألفاريز (الأرجنتين) |
|                                      | ركلات الجزاء |                               |                |                                   |
| - أندريسا - كاميلا - موناليزا - كلين |              | - روداليجا - ستابيل - فاليجوس |                |                                   |

| 2 ديسمبر النهائي                    | سانتوس       | 1–1 (3–5 ج)                                     | أتليتيكو هويلا | أرينا دا أمازونيا، ماناوس        |
| 19:30 UTC-4                         | - برينا 2'   | تقرير                                           | - سانتوس 47'   | الحكم: زولما كوينونيز (باراغواي) |
|                                     | ركلات الجزاء |                                                 |                |                                  |
| - مورين - كاميلا - جولييت - أنجلينا |              | - روداليجا - ستابيل - فاليجوس - كوميتي - رينكون |                |                                  |

فاز أتليتكو هويلا بالبطولة كأس ليبرتادوريس للسيدات، وحصد أتليتكو هويلا مبلغ 55 ألف دولار، وحصلت كل لاعب على 2000 دولار، وذهب باقي المبلغ إلى الفريق.